# Nicolae Bălcescu
Ne doit pas être confondu avec Nicolae Bălcescu (Călăraşi).
Nicolae Bălcescu (né le 29 juin 1819, à Bucarest et mort le 29 novembre 1852, à Palerme) est l'une des grandes figures de la renaissance culturelle roumaine et un historien, écrivain et révolutionnaire roumain.

## Biographie

### Ses origines
Nicolae Bălcescu est né à Bucarest, dans une famille de petits boyards de la noblesse roumaine : il prend le nom de famille de sa mère, originaire de Bălcești, județ de Vâlcea, à la place de celui de son père, Barbu Petrescu, mort lorsque Nicolae était petit enfant, en 1824. Sa mère s’appelait Zinca. Nicolae avait deux frères : Costache (pron. [kostake]) l'aîné et Barbu, le cadet, ainsi que deux sœurs: Sevastița et Marghioala.

### Ses études
À partir de 1832, il étudie au Collège national Saint Sava de Bucarest, où il se passionne pour l’histoire et le français. Florian Aaron et Ion Heliade Rădulescu sont parmi ses professeurs. Ion Ghica, qui fera plus tard le portrait littéraire de Bălcescu, dans une lettre adressée au poète Vasile Alecsandri fait partie de ses amis. Âgé de 19 ans, il entre sous les drapeaux de la Valachie.

### L'activité révolutionnaire et scientifique
En 1840, Bălcescu participe, à côté de Marin Serghiescu Naționalul, Eftimie Murgu, Telegescu, à la conspiration de D. Filipescu, qui a été découverte et par la suite il est emprisonné au Monastère de Mărgineni pendant deux ans, jusqu'au 21 février 1843.
Après avoir été libéré, il fonde, avec Ion Ghica et Christian Tell, une organisation secrète nommée « Frăția », (en français « La Fraternité »), dont le mot d'ordre était « Dreptate, Frăție » (« Justice, Fraternité »). Il voyage dans tous les territoires habités par les Roumains (en Moldavie, en Transylvanie, en Valachie), en France et en Italie et il étudie l’histoire. Déjà sa maladie (la tuberculose) manifeste sa présence. Depuis 1844, avec August Treboniu Laurian, il a édite une revue d’histoire, qu'ils appellent Magazin Istoric pentru Dacia, (en français : « Magazine historique pour la Dacie »).
En France, Nicolae Bălcescu s’implique dans la Révolution de février 1848 de Paris et, inspiré par cette révolution, il rentre à Bucarest, muni d'un mot d'ordre de la part de Lamartine. À Bucarest et dans le pays, il prépare la révolution qui sera déclenchée le 11 juin de la même année. Dans le gouvernement provisoire instauré par les révolutionnaires, il sera ministre des Affaires extérieures et secrétaire d’État. Il sera du côté des libéraux, qui désiraient la distribution des terres aux paysans et le suffrage universel.
Le 13 septembre 1848, lorsque la révolution est réprimée par les forces tsaristes et ottomanes, Nicolae Bălcescu est arrêté par les autorités de l’Empire ottoman, mais il réussit à s’évader et franchit la frontière en Transylvanie, d’où les autorités autrichiennes l'expulsent. Aux premiers mois de 1849, il voyage à Trieste, à Athènes, à Constantinople. À Debrecen, il rencontre Lajos Kossuth, le dirigeant de la révolution hongroise. L. Kossuth lui a paru « un homme éclairé, […] un homme de bien ». Kossuth embrassait l'idée de Bălcescu, de la création d'une « confédération des nations » en Europe.
Le voilà en 1849, à Pest, où il négocie un accord roumain - hongrois, pour une entente entre les révolutionnaires roumains et les révolutionnaires hongrois, mais, après la signature de l’accord, la révolution hongroise est réprimée. Nicolae Bălcescu se cache chez Avram Iancu, le dirigeant des révolutionnaires roumains de Transylvanie, dans les monts Apuseni. Déguisé, il réussit à franchir la frontière et il se rend à Paris.

### L'exil
Nicolae Bălcescu s’exile à Paris, où, avec Ștefan Golescu et Ion Brătianu, il fait partie du comité de rédaction du périodique La Tribune des Peuples, qui est édité par le Polonais Adam Mickiewicz. Il voyage à Londres, où il remet un mémoire au premier ministre Palmerston. Ensuite, il s’établit dans différentes localités de France (Ville-d'Avray - Sentier des Vignes, Grand Chalet - et à Hyères - département du Var, château Denis) et d’Italie, à cause de l’aggravation de son état de santé, accompagné par sa sœur Sevastița. Muni d'un passeport délivré à Paris, « au nom de Sa Majesté l'empereur des Ottomans », il arrive à Constantinople, au printemps de 1852. De Constantinople, il arrive à Galați, en Moldavie, mais les autorités valaques ne lui permettent pas d'entrer dans son pays, pour revoir sa mère âgée, qui était malade. Lui aussi, il est malade de tuberculose. Les médecins lui conseillent de s'établir en Italie, où le climat est plus doux. Il passe par Malte, Naples et enfin, s'arrête à Palerme, en Sicile, à l'hôtel Alla Trinacria.

### La fin de la vie de Nicolae Bălcescu

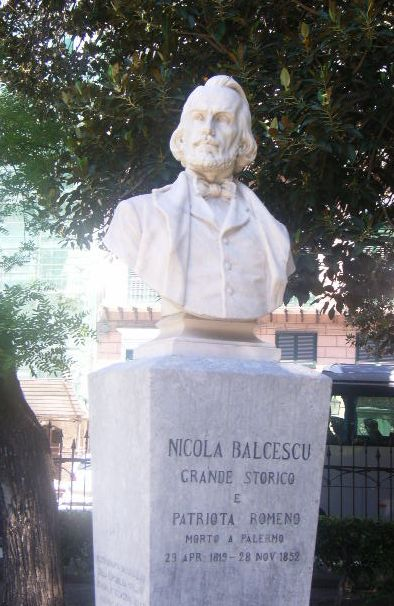
Buste de Bălcescu à Palerme, en Sicile

Il est mort à Palerme, en Sicile, Italie, âgé de 33 ans, le 29 novembre 1852.
En 1977, Cantemir Riscuția a fait partie d’une délégation roumaine partie pour Palerme, afin de découvrir le lieu où l’on disait que Bălcescu serait inhumé. Riscuția a analysé 2 000 squelettes, mais aucun d’eux ne correspondait aux traits de Bălcescu. Un marin avait avoué que le corps de Bălcescu serait trouvé dans la galerie des momies des capucins. On a fini par retrouver l'endroit où le corps du Roumain avait été placé : dans l’ossuaire d’honneur du monastère des Capucins. Un écriteau annonce au visiteur : « Nicolae Bălcescu, premier ministre de la Valachie ».

## L'appréciation de Nicolae Bălcescu
Nicolae Bălcescu a été un grand historien et écrivain politique, par sa capacité de synthèse, par le romantisme visionnaire qui anime son œuvre, par sa technique de la narration, par sa cadence, par l’expressivité de ses phrases.

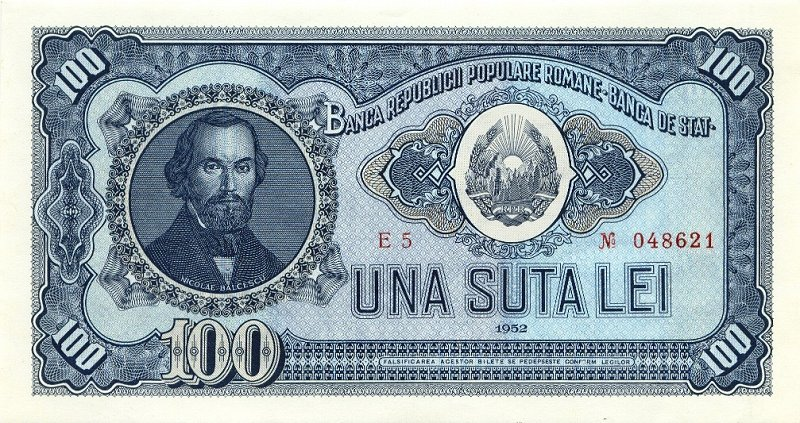
Nicolae Bălcescu sur le billet de banque de 100 lei, Roumanie communiste, 1952

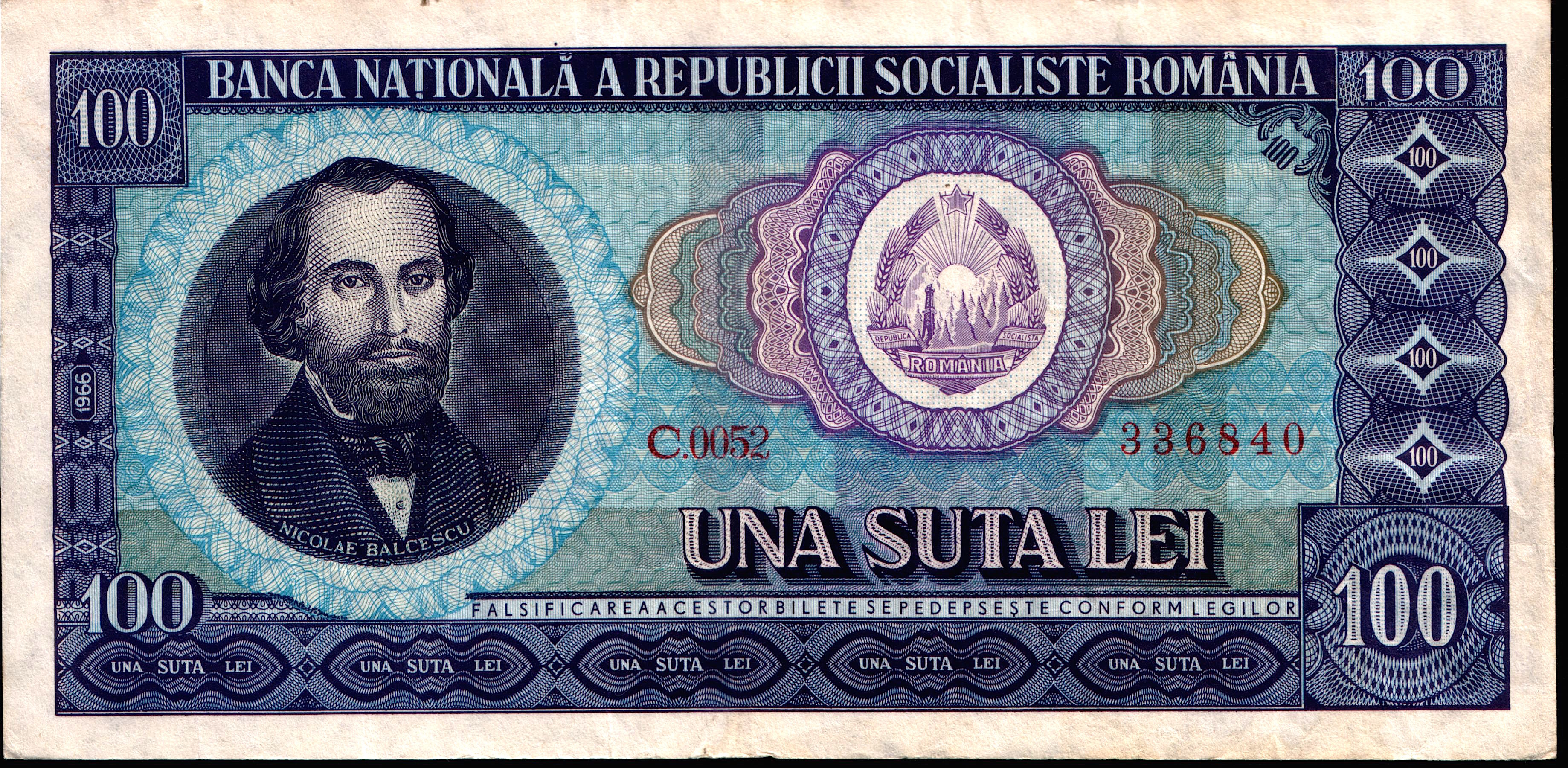
Nicolae Bălcescu sur le billet de banque de 100 lei, Roumanie communiste, 1966

L'idéologie communiste roumaine, en s'appuyant sur les travaux de Karl Marx, avait une grande considération pour la personnalité de Nicolae Bălcescu. C'est pour cela que, pendant l'époque communiste, sur les billets de banque roumains de 1 000 lei, l'édition 1950, ainsi que sur les billets de 100 lei, les éditions 1952 et 1966, le portrait de Nicolae Bălcescu fut gravé. Une dizaine de localités rurales de Roumanie portent le nom de Nicolae Bălcescu, à sa mémoire.

## L’œuvre
1. Puterea armată și arta militară de la întemeierea Prințipatului Valahiei și până acum, 1844,
2. Comentarii asupra bătăliei de la Câmpia Rigăi sau Coșovo, 1844 (le titre en français : Commentaires sur la bataille de Kosovo[2]),
3. Biographies historiques : Ioan Tăutu, Miron Costin, Spătarul Ioan Cantacuzino, Postelnicul Constantin Cantacuzino, 1845,
4. Avec August Treboniu Laurian, il publie le premier volume des Chroniqueurs de la Valachie, 1845,
5. Despre starea socială a muncitorilor plugari în Principatele Române în deosebite timpuri, 1846,
6. Despre împroprietărirea țăranilor, in “Poporul Suveran”, 1846,
7. Drepturile românilor către Înalta Poartă, in “Poporul Suveran”, 1846,
8. Question économique des Principautés danubiennes, 1850, Paris,
9. Mersul revoluției în istoria românilor, 1850, Paris.

### Ouvrages posthumes
- Românii supt Mihai-Voievod Viteazul (le titre en français : « Les Roumains sous Michel Ier Brave »), 1861 – 1863, in Revista Română, et, en 1877, en volume (inachevé).

## Nicolae Bălcescu en littérature
- Camil Petrescu, Bălcescu (pièce de théâtre), 1948;
- Camil Petrescu, Un om între oameni (roman resté inachevé), 1953-1957;
- Eugen Jebeleanu, Bălcescu (poème, 1952).

## Numismatique
- 1948 : À l'occasion du premier centenaire de l'année révolutionnaire 1848, les autorités communistes nouvellement instaurées à Bucarest ont décidé l'émission d'une médaille / pièce de monnaie en argent, ayant le diamètre de 38 mm et pesant 25 grammes (83,5 % argent et 16,5 % cuivre[3]), au tirage total de 500 000 exemplaires. Sur l'avers de la pièce, il y a l'effigie de Nicolae Bălcescu, les ans 1848 et 1948, et, au-dessus de l'épaule gauche, les lettres initiales du graveur : « H. I. »[4] Sur le revers, il y a les armoiries et la dénomination du nouvel État communiste roumain : REPUBLICA POPULARĂ ROMÂNĂ[5], qu'il a portée entre le 30 décembre 1947 et le 21 août 1965, ainsi que le millésime 1948. 
La pièce a tous les caractéristiques d'une pièce de monnaie sauf la valeur faciale, qui y manque. La tranche de la médaille / de la pièce de monnaie est lisse. Le grand tirage s'explique par le désir des autorités de faire connaître leur position à l'égard de Bălcescu considéré leur précurseur, ainsi que les nouvelles armoiries de l'État[6].
- À l'occasion du 190e anniversaire de la naissance de Nicolae Bălcescu, la Banque nationale de Roumanie a émis, aux buts numismatiques, le 30 décembre 2009, trois pièces de monnaie : une pièce en or (ayant la valeur faciale de 500 lei et un tirage de 500 exemplaires), une pièce en argent (ayant la valeur faciale de 10 lei et un tirage de 1 000 exemplaires), ainsi qu'une pièce en tombac cuivré (ayant la valeur faciale d'1 leu et un tirage de 1 000 exemplaires)[7].
Le prix de vente (exclusivement la TVA) était[8]: 5,130 lei/pièce, pour la monnaie en or, 180 lei/pièce, pour la monnaie en argent et 70 lei/pièce, pour la monnaie en tombac. La tranche de toutes les pièces de monnaie est lisse.
Chaque pièce était emballée dans une capsule de méthacrylate transparent et accompagnée d'une brochure rédigée en roumain, en anglais et en français, ainsi que d'un certificat d'authenticité signé par le gouverneur général de la Banque nationale de Roumanie et par le caissier central de la banque.

## Sources bibliographiques
- Dicționar Enciclopedic Român, vol. I (A – C), Editura Enciclopedică, Bucarest, 1993.
- L’article Nicolae Bălcescu, in ro.Wikipedia, Enciclopedie liberă (traduction et adaptation).
- George Călinescu, Istoria Literaturii Române de la origini până în prezent, Bucarest, Fundația Regală pentru Literatură și Artă, 1941, (seconde édition, Bucarest, Editura Minerva, 1982).
- Karl Marx, Însemnări despre români, Editura Politică, Bucarest, 1964 (le titre en traduction française : Karl Marx, [Extraits] Notes sur les Roumains).